# Infiernillo, Michoacán de Ocampo
Infiernillo är en ort i Mexiko.   Den ligger i kommunen Arteaga och delstaten Michoacán de Ocampo, i den södra delen av landet, 300 km väster om huvudstaden Mexico City. Infiernillo ligger 80 meter över havet och antalet invånare är 2 363. Den ligger vid sjön Presa Adolfo López Mateos.
Terrängen runt Infiernillo är huvudsakligen kuperad. Infiernillo ligger nere i en dal. Runt Infiernillo är det glesbefolkat, med 12 invånare per kvadratkilometer. Infiernillo är det största samhället i trakten. I omgivningarna runt Infiernillo växer huvudsakligen savannskog.